# 横尾弘一
横尾 弘一（よこお ひろかず、1965年4月4日 - ）は、日本のベースボール･ジャーナリスト。東京都出身。血液型B型。立教中学校（現立教池袋中学校）、立教高等学校（現立教新座高等学校）、立教大学文学部英米文学科卒業。
立教高では硬式野球部に所属。長嶋一茂、筋肉少女帯の橘高文彦は同期生にあたる。立教大学ではラジオパーソナリティの黒田治とクラスメートだった。立教大学卒業後、小学館に入社。学習雑誌や野球関連の本の編集者として10年間勤めた後、1年の充電期間をおいて1999年に独立しフリーランスに。プロ、アマ、メジャーを含め、年間250試合以上の試合を取材する一方、コンビのとんねるずが発足させた軟式野球チームで年間30試合程度プレーしている。社会人野球情報誌『グランドスラム』のメインライターの一人で、モットーは"野球とともに生きる"である。
小学館の編集者時代の1993年、中日ドラゴンズから読売ジャイアンツへフリーエージェント移籍した落合博満の著作『勝負の方程式』を編集したのをきっかけに『コーチング』『采配』『落合博満 バッティングの理屈』『アドバイス』『決断=実行』など落合の出版物の多くを手がけている。また一茂と同級生という縁からか、一茂がレギュラー出演している『さんまのSUPERからくりTV』（TBSテレビ）の出題VTRに横尾の長男（当時小学生）が出演したことがある。

## 著書
- 『落合戦記』（ダイヤモンド社）
- 『四番、ピッチャー、背番号1』（ダイヤモンド社）
- 『オリンピック 野球日本代表物語』（ダイヤモンド社）
- 『都市対抗野球に明日はあるか』（ダイヤモンド社）
- 『第一回選択希望選手』（ダイヤモンド社）